# محمد حامد المراغي
محمد حامد المراغي (1282- 1361 هـ/ 1866- 1942 م) عالم أزهري، ومؤرِّخ ومحدِّث مصري، خلَّف قرابة ستين كتابًا ما بين مطبوع ومخطوط ومفقود، في الفقه والتوحيد والتاريخ والتصوف.

## ولادته وتحصيله
ولد محمد بن محمد بن حامد بن محمد بن أحمد بن حجازي بن أحمد الحسني، المالكي مذهبًا، المَراغي أصلًا، الجَرجاوي مولدًا وإقامة ووفاة، الخَلْوَتي طريقًا ومنهجًا، ليلة السبت 16 شوال عام 1282هـ الموافق 3 مارس (آذار) 1866م.
حفظ القرآن الكريم على يد الشيخ حمد المشهور بالجحاوي، ثم أتمَّه على يد الشيخ أحمد بن حامد المَراغي المالكي، وجوَّده على يد الشيخ حمد بن بخيت. ثم أخذ العلم على أفاضل علماء جرجا وأجلهم، مثل: الشيخ أبي الزهَّاد عبد الله بن محمد بن علي السيوطي الجرجاوي، والشيخ عبد المتعال البسطاوي، وغيرهما.
ثم رحل إلى الأزهر الشريف عام 1300هـ لتلقي العلم على علماء عصره، فلقي العالمَ الكبير أحمد بن شرقاوي عام 1302هـ بالقاهرة، فأخذ عليه العهد، وتَلْمَذَ على يده، ومنحه الإجازة العلمية. ثم عاد إلى جرجا بعد سبع سنين عام 1307ھـ، فعُقِد له الاختبار الذي به يُجاز العالم في مسجد الفقراء بالزبدة، بحضور جمهور غفير من أهل جرجا، وعلمائها، وأعيانها. وألبسه الشيخ عثمان بن عبد الرحمن المصري العباءة وصحبه إلى مسجد الفقراء، وجلس في الاختبار عن يمينه الشيخ عبد الله السيوطي، وعن يساره الشيخ عثمان المصري، وشرع في قراءة ما جمعه عن البسملة، وحاز الرضا من علماء جرجا.
ثم عاد مرَّة ثانية إلى الأزهر الشريف من عام 1307 إلى 1310ھـ، وأخذ فيها عن الشيخ أبي الوفا الشرقاوي، والشيخ أبي الفضل الشرقاوي، والسيد يوسف الحجاجي، والشيخ الطاهر الحامدي، وغيرهم. وقد حاز الكثير من الإجازات العلمية من علماء عصره، كالشيخ علي الببلاوي، والشيخ أبي الفضل الجيزاوي، والشيخ محمد الخضيري، والشيخ عبد الله السيوطي، والشيخ عبد المنعم السيوطي، والشيخ عبد المتعال البسطاوي، والشيخ عبد العزيز الأنصاري، والشيخ محمد حسن المصري، والشيخ مصطفى صبيح.

## شيوخه
- حمد المشهور بالجحاوي.
- أحمد بن حامد المَراغي.
- حمد بن بخيت.
- عبد الله بن محمد بن علي السيوطي الجرجاوي (أبو الزهاد).
- عبد المتعال البسطاوي.
- محمد حسن المصري.
- عثمان بن عبد الرحمن بن محمد بن أحمد المصري.
- عبد الله بن محمد القاضي.
- مصطفى بن محمد صبيح المالكي.
- محمود إبراهيم نوفل.
- عثمان الأنصاري.
- عبد العزيز الأنصاري.
- عبد الخالق الأنصاري.
- محمد بن عبد الله العلمي الإدريسي (نزيل جرجا).
- أحمد بن شرقاوي.
- أبو الوفا الشرقاوي.
- أبو الفضل الشرقاوي.
- يوسف الحجاجي.
- الطاهر الحامدي.

## عمله ونشاطاته
رجع إلى جرجا عام 1310هـ، واستقرَّ بها، وكلَّفه الشيخ إسماعيل الأنصاري تدريسَ العلم للطلبة القادمين إلى جرجا في عدة مساجدَ دون مقابل، واستمرَّ على ذلك الحال 3 سنوات، إلى أن عُيِّن رسميًّا بأمر علي باشا أبو الفتوح مدير جرجا، واعظًا عامًّا براتب شهري، ثم خطيبًا لمسجد جلال الدين، ثم خطيبًا لجامع الفقراء، ثم خطيبًا لجامع الأمير علي بك الفقاري.
وقد تخرَّج به كثيرٌ من العلماء، منهم الشيخ أحمد شحاتة، والشيخ أحمد عبد المجيد المصري، وغيرهم.

## مؤلفاته
1. شَذا العَرْف النَّدي في تراجم علماء بنى عَدِي.
2. تاريخ ولاية الصعيد.
3. مناقب ابن شَرقاوي.
4. الأجوبة السديدة في الأسئلة العديدة.
5. أحسن النِّكات في نظم أسئلة تتعلَّق بسورة العاديات.
6. البدر السافر في تحقيق الوداع من المقيم والمسافر.
7. موارد الصَّفا على مولد المصطفى.
8. فتح الإله في شرح سفينة النجاة.
9. مدارج الأشراف.
10. تعطير النواحي والأرجاء (3 أجزاء).

أنشد تلميذه الشيخ أحمد شحاتة مادحًا تصانيفه:

## حياته الشخصية
تزوَّج ورُزق ولدين؛ محمد أبو الفضل عام 1312هـ، ومحمد أبو العباس عام 1321هـ.

## وفاته
توفي محمد حامد المراغي بعد أن صلَّى صلاة الصبح يوم الثلاثاء 10 شوَّال 1361هـ الموافق 20 أكتوبر 1942م، ودُفن بجوار مقام الشيخ أبي عمرة دهيس، بحوش الشيخ محمد حسن المصري.